# U-233
U-233 — немецкая подводная лодка типа XB времён Второй мировой войны.

## История
Лодка была заложена 15 августа 1941 года на верфи «Германиаверфт» в Киле, спущена на воду 8 мая 1943 года. Лодка вошла в строй 22 сентября 1943 года под командованием обер-лейтенанта Ганса Штина.

### Флотилии
- 22 сентября 1943 года — 31 мая 1944 года — 4-я флотилия (учебная)
- 1 июня — 5 июля 1943 года — 12-я флотилия

### История службы
Её первый и единственный патруль начался 27 мая 1944 года, когда она ушла из Киля устанавливать мины возле Галифакса .
5 июля 1944 U-233 была перехвачена группой противолодочных кораблей во главе с эскортным авианосцем «Кард». Она была обнаружена с помощью гидроакустических средств. Лодка открыла огонь по USS Baker (DE-190), прежде чем быть потопленной USS Thomas (DE-102). 32 её члена экипажа были убиты, 29 были подняты на поверхность. Штин также поднят, но умер от ран на следующий день.